# Terra Adélia

Localização da Terra Adélia na Antártida.

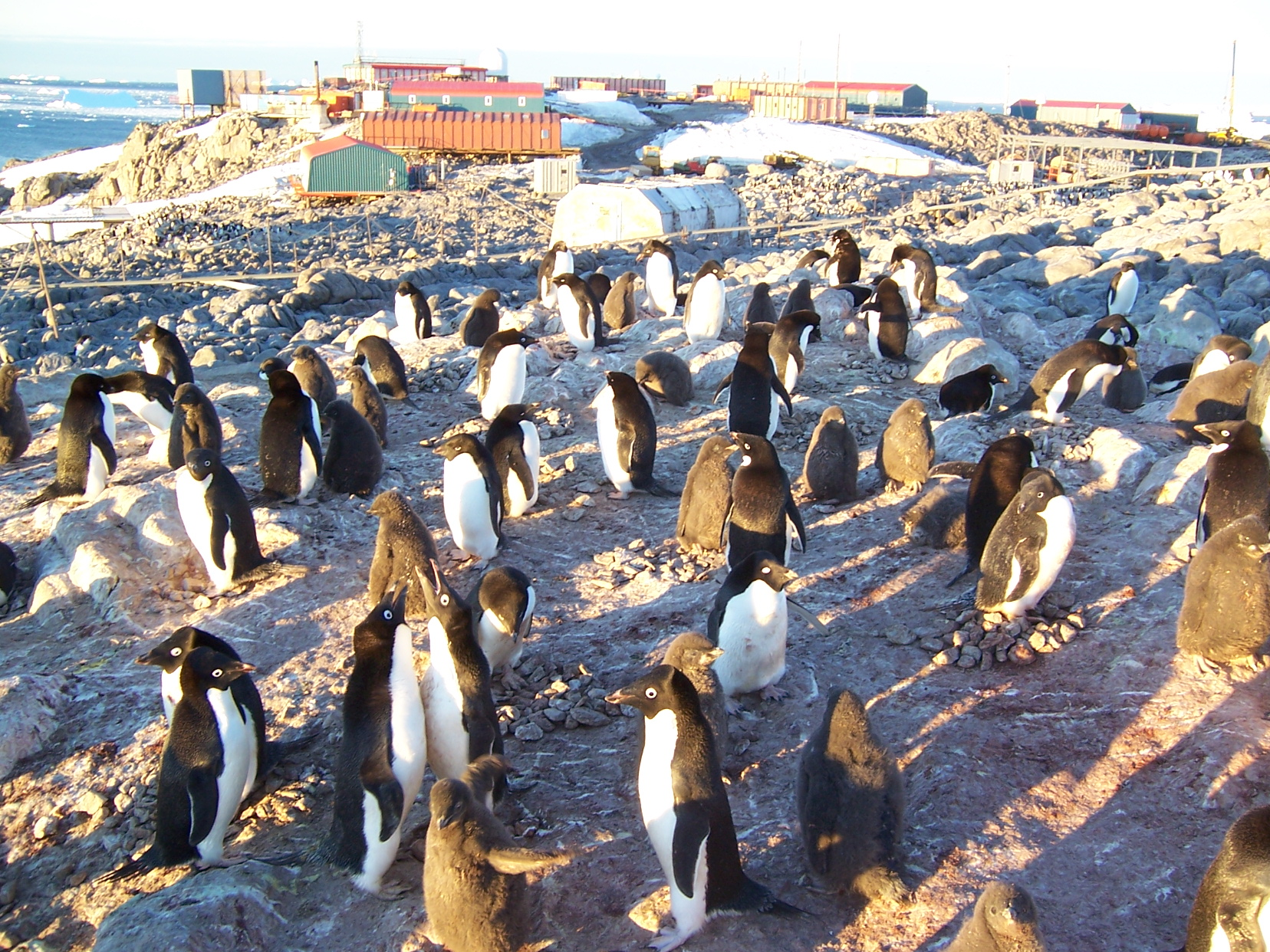
Colônia de pinguins na Terra Adélia.

A Terra Adélia (Terre Adélie em francês) é um dos distritos das Terras Austrais e Antárticas Francesas. Tem cerca de 432 mil km² e é habitada em permanência por 33 pessoas na base francesa Dumont d'Urville. Foi descoberta em 1837 pelo navegador Dumont d'Urville, que resolveu batizar o território com o nome de sua esposa, Adèle. Na região vivem diversos tipos de pinguim, incluindo um batizado em homenagem ao local, o pinguim-de-adélia.